# Христиани, Василий Васильевич
Васи́лий Васи́льевич Христиа́ни (7 [19] мая 1841, Санкт-Петербург — 22 января 1902, Санкт-Петербург) — русский генерал-лейтенант.

## Биография
Сын тайного советника, генерал-контролёра департамента военных отчётов Василия Христиановича Христиани, племянник генерал-майора, начальника Главного инженерного училища Христиана Христиановича Христиани. Из дворян Санкт-Петербургской губернии, лютеранского вероисповедания. Из камер-пажей произведен в прапорщики Лейб-гвардейского Семеновского полка. 26 августа 1860 года поступил в Николаевскую академию Генерального штаба, которую окончил в 1862 году; 30 августа 1862 года произведён в подпоручики и 19 ноября того же года по окончании курса вернулся в свой полк, где 19 мая 1863 года был произведен в поручики. Затем 1 ноября того же года назначен состоять при штабе 3-й кавалерийской дивизии для поручений по части Генерального штаба.
Вместе с дивизией участвовал в подавлении польского восстания, с 28 ноября 1863 года и по 1 мая 1864 года находился в экспедициях. 28 марта был переведен в штаб Киевского военного округа для поручений. 1 августа 1864 года назначен и. д. старшего адъютанта в штаб 5-й кавалерийской дивизии. 19 ноября того же года переведен в Генеральный штаб штабс-капитаном с утверждением в должности. 30 августа 1865 года произведен в капитаны и 21 декабря назначен помощником старшего адъютанта штаба Харьковского военного округа, 11 апреля 1866 года назначен старшим адъютантом 33-й пехотной дивизии, но ещё не прибыв по назначению, 11 июня переведен на ту же должность в 22-ю пехотную дивизию.
5 декабря награждён орденом Святой Анны 3-й степени. В 1867 году 17 ноября назначен старшим адъютантом штаба 2-й гренадерской дивизии. В следующем году 8 сентября назначен состоять для поручений при штабе Варшавского военного округа, а 7 декабря назначен и. д. старшего адъютанта этого штаба. 20 декабря награждён орденом Святого Станислава 2-й степени.
30 августа 1869 года произведен в полковники с утверждением в должности. 23 марта 1871 года Всемилостивейше награждён единовременной выдачей 364 р. 30 августа 1872 года произведен в полковники и через два года, 9 апреля 1874 года, назначен начальником штаба 4-й пехотной дивизии. С 16 июля по 1 сентября того же года командовал батальоном в 40-м пехотном Колыванском полку. 30 августа 1875 года награждён орденом Святой Анны 2-й степени. 9 марта 1878 года назначен командиром Тобольского Его Императорского Величества Великого Князя Сергея Александровича полка.
16 марта 1881 года награждён орденом Святого Владимира 4-й степени. В 1882 году был по Высочайшему повелению командирован в Санкт-Петербург по случаю празднования 25 лет со дня назначения Великого Князя Сергея Александровича шефом полка. 21 мая 1884 года награждён орденом Святого Владимира 3-й степени и в том же году был командирован в Санкт-Петербург для присутствования при бракосочетании шефа полка. 5 октября 1887 года произведен в генерал-майоры с назначением командиром Туркестанской стрелковой бригады и с зачислением по армейской пехоте. В 1890 году ему пожалован Бухарский орден Восходящей звезды 1-й степени, а 30 августа того же года он награждён орденом Святого Станислава 1-й степени. Будучи в 1891 году в четырёхмесячном отпуске в Санкт-Петербурге, Христиани был прикомандирован к Главному штабу для выработки типа судов Аму-Дарьинской флотилии. 30 августа 1894 года награждён орденом Святой Анны 1-й степени и на следующий день назначен начальником 45-й пехотной резервной бригады.
Кроме прямых обязанностей службы Христиани неоднократно исполнял должность посредника на манёврах, участвовал в полевых поездках офицеров, строевых и Генерального штаба, был членом комиссии по разработке нового положения о квартирной повинности.
Похоронен в Херсонесском монастыре.